# Promozione Marche 1952-1953
La Promozione fu il massimo campionato regionale di calcio disputato nelle Marche nella stagione 1952-1953.
La nuova massima categoria regionale presentava caratteristiche innovative, dato che pur essendo gestita dalle leghe regionali, a differenza del passato la formula del torneo era decisa direttamente dalla FIGC. A ciascun girone, che garantiva al suo vincitore la promozione in IV Serie a condizione di soddisfare le condizioni economiche richieste dai regolamenti, partecipavano sedici squadre, ed era prevista la retrocessione delle quattro peggio piazzate, anche se erano possibili aggiustamenti automatici per ripartire fra le appropriate sedi locali le squadre discendenti dalla IV Serie.
Questo è il campionato organizzato dalla Lega Regionale Marchigiana avente sede ad Ancona.

## Girone unico

### Squadre partecipanti
| Squadra                | Città                    | Stagione precedente |
| ---------------------- | ------------------------ | ------------------- |
| S.P. Alma Juventus     | Fano (PS)                |                     |
| S.S. Ennio Passamonti  | Camerino (MC)            |                     |
| U.S. Falco             | Acqualagna (PS)          |                     |
| A.S. Falconarese       | Falconara Marittima (AN) |                     |
| U.S. Filottranese      | Filottrano (AN)          |                     |
| S.S. Matelica          | Matelica (MC)            |                     |
| U.S. Osimana           | Osimo (AN)               |                     |
| U.S. Pergolese         | Pergola (PS)             |                     |
| U.S. Portocivitanovese | Civitanova Marche (MC)   |                     |
| S.S. Portorecanati     | Porto Recanati (MC)      |                     |
| S.S. Pro Calcio        | Ascoli Piceno            |                     |
| U.S. Recanatese        | Recanati (MC)            |                     |
| A.S. San Crispino      | Porto Sant'Elpidio (AP)  |                     |
| U.S. Sangiorgese       | Porto San Giorgio (AP)   |                     |
| U.S. Tolentino         | Tolentino (MC)           |                     |
| S.P. Vis-Sauro         | Pesaro                   |                     |

### Classifica finale
|  | Pos. | Squadra           | Pt | G  | V  | N | P  | GF | GS | DR  |
|  | ---- | ----------------- | -- | -- | -- | - | -- | -- | -- | --- |
|  | 1.   | Sangiorgese       | 47 | 30 | 21 | 5 | 4  | 65 | 25 | +40 |
|  | 2.   | Portorecanati     | 46 | 30 | 21 | 4 | 5  | 68 | 23 | +45 |
|  | 3.   | Tolentino         | 39 | 30 | 16 | 7 | 7  | 54 | 27 | +27 |
|  | 4.   | Pergolese         | 35 | 30 | 16 | 3 | 11 | 60 | 53 | +7  |
|  | 5.   | Fano              | 34 | 30 | 14 | 6 | 10 | 48 | 46 | +2  |
|  | 6.   | Ennio Passamonti  | 32 | 30 | 14 | 4 | 12 | 41 | 35 | +6  |
|  | 7.   | Falconarese       | 30 | 30 | 13 | 4 | 13 | 43 | 35 | +8  |
|  | 7.   | Portocivitanovese | 30 | 30 | 12 | 6 | 12 | 57 | 50 | +7  |
|  | 9.   | Recanatese        | 27 | 30 | 11 | 5 | 14 | 47 | 44 | +3  |
|  | 9.   | Pro Calcio Ascoli | 27 | 30 | 10 | 7 | 13 | 35 | 41 | -6  |
|  | 9.   | San Crispino      | 27 | 30 | 11 | 5 | 14 | 37 | 47 | -10 |
|  | 12.  | Falco             | 26 | 30 | 11 | 4 | 15 | 47 | 56 | -9  |
|  | 13.  | Matelica          | 26 | 30 | 9  | 8 | 13 | 39 | 57 | -18 |
|  | 14.  | Vis Sauro Pesaro  | 22 | 30 | 8  | 6 | 16 | 38 | 61 | -23 |
|  | 15.  | Osimana           | 21 | 30 | 8  | 5 | 17 | 39 | 58 | -19 |
|  | 16.  | Filottranese      | 11 | 30 | 4  | 3 | 23 | 30 | 90 | -60 |

Legenda:
      Promosso in IV Serie 1953-1954.
      Retrocesso in Prima Divisione 1953-1954.
 Retrocessione diretta.
Regolamento:
Due punti a vittoria, uno a pareggio, zero a sconfitta.
Pari merito in caso di pari punti.
In caso di pari punti in zona promozione/finali era necessario uno spareggio in campo neutro.
Note:
Matelica retrocesso dopo spareggio perso con l'ex aequo Falco.

### Spareggi retrocessione
|            | Risultati |          | Luogo e data         |
| ---------- | --------- | -------- | -------------------- |
| Acqualagna | 2 - 2     | Matelica | Jesi, 4 giugno 1953  |
| Acqualagna | 3 - 3     | Matelica | Jesi, 14 giugno 1953 |
|            |           |          |                      |